# 安妮·法蘭克之樹

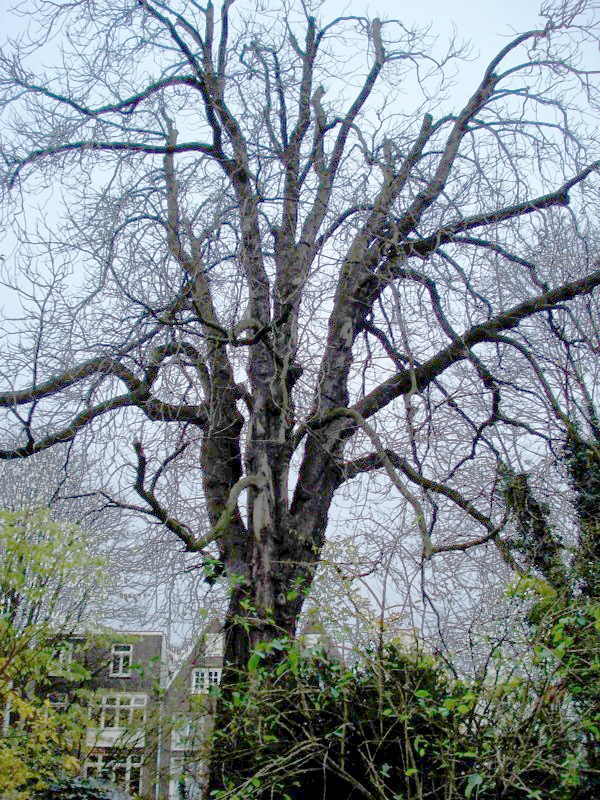
2006年時的安妮·法蘭克之樹。

安妮·法蘭克之樹（英語：Anne Frank tree），又稱安妮栗树，是位在荷蘭阿姆斯特丹的一棵馬栗樹，重達27噸。二戰期間，猶太少女安妮·法蘭克一家藏身的建築物就在該栗树旁，安妮數度於《安妮日記》中提到了這棵樹。
直至2010年，安妮·法蘭克之樹遭強風吹倒，樹齡150歲。

## 安妮·法蘭克

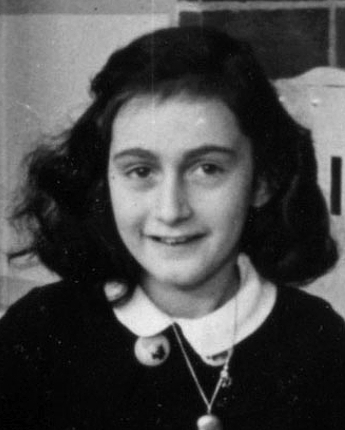
安妮·法蘭克。

《安妮日記》中曾三次提及該树。在兩年內不見天日的生活中，這棵栗树是安妮·法蘭克唯一可以看見的事物，亦成了她的心靈慰藉。1944年2月23日，安妮在日記中寫說：
「幾乎是每個早上，我都會爬上閣樓透透氣，在地板上我最喜歡的那個地方，我抬頭可以望到藍天和那棵光秃秃的板栗樹，樹枝上有小雨滴在閃閃發亮，看起來就像銀子一樣，還有海鷗等小鳥御風飛過。」
1944年5月13日，安妮最後一次在日記中提到栗树：「我們那棵栗樹花開得正盛。它枝繁葉茂，比去年更加美麗」；此後不久，法蘭克一家被納粹德國警察發現並逮捕，安妮終於1945年逝世。
安妮的父親奧托·法蘭克在1968年的一次演講中說：「這棵栗子樹對她來說是那麼重要」。

## 近況

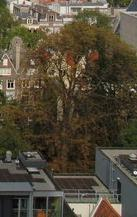
2003年時的安妮·法蘭克之樹。

2007年時的安妮·法蘭克之樹因遭到黴菌感染，半邊已腐爛、面臨枯死。阿姆斯特丹城市规划人员計畫以保障行人安全為由要將這棵樹砍除，這引起不少人的反對和抗議。荷蘭樹木研究所更發起保護運動，至法庭遞交訴狀，表示對这棵樹進行的檢查顯示它依然强壮穩固。同年11月20日，法院裁定，暫時保留安妮·法蘭克之樹。安妮·法蘭克之樹基金會在2008年開始進行拯救工程，加裝了金屬支架，以防它倒塌。
2010年8月，安妮·法蘭克之樹在強風中倒下，壓毀了一面牆以及多個棚屋，但所幸無人所傷，亦未波及到一旁的安妮·弗兰克之家博物館。倒下的安妮·法蘭克之樹被鋸成碎片從當地移除。
安妮·法蘭克基金會將這棵樹所遺留下的樹苗和種子分送至世界各地栽種。美國有十一個機構獲選，包括印第安那兒童博物館、波士頓公園等在內。此外在以色列耶路撒冷亚德韦希姆大屠杀纪念馆（2012年3月種下）和英國布拉福的利斯特公園（2015年2月種下）等地也都相繼種下了該樹的樹苗。

## 外部連結
- 安妮·法蘭克之樹（页面存档备份，存于）在安妮·法蘭克基金會網站上的資料（英文）

52°22′30.7″N 4°53′4.7″E / 52.375194°N 4.884639°E